# ملعب عقارات بليكس
ملعب عقارات بليكس هو ملعب متعدد الاستخدام يقع في مدينة بليموث المونتسراتية . غالبا ما يتم استخدامه لمباريات كرة القدم . يسع الملعب لجلوس ألف متفرج . يعتبر الملعب الرسمي الذي يخوض فيه منتخب مونتسرات مبارياته الدولية .